# Serena van der Woodsen
Serena Celia Van der Woodsen Rhodes es un personaje de ficción creada por la escritora Cecily von Ziegesar para la novela Gossip Girl y la serie de televisión Gossip Girl (2007), en la que es una de las protagonistas de la historia.
La actriz encargada de dar vida a Serena en la adaptación televisiva, emitida de 2007 a 2012, es la estadounidense Blake Lively. 
El personaje de Serena nació según la novela el día 14 de julio de 1985; y según la serie nació el 14 de julio de 1991.
Serena es una adolescente atractiva y popular de 16 años. En el libro se dice que Serena mide 1,78 metros de altura, un largo cabello color rubio pálido, ojos azul marino enormes, un busto prominente y piernas largas. A menudo es descrita como la chica más linda de New York, teniendo una elegancia natural heredada de sus padres, aunque a veces tenga que escuchar que le digan que no está utilizando todo su potencial. Así como su mejor amiga (y ocasional rival) Blair Waldorf, ella forma parte de la alta sociedad del Upper East Side. Serena vive en el Palace Hotel con su madre divorciada Lily Van der Woodsen. Tiene un hermano menor, Eric, que fue internado en una clínica de rehabilitación por intentar suicidarse. Ella estudió en el Constance Billard School, al que regresa al finalizar su misterioso período en el internado Hanover Academy, en Connecticut, al comienzo de la serie.
Serena vuelve dispuesta a conseguir que su relación con Blair vuelva a la normalidad (ellas eran mejores amigas), pero Blair no quiere que esto suceda ya que la popularidad y belleza de Serena siempre fueron obstáculos para que Blair pudiera destacarse, además de que ésta se fue sin decir adiós por motivos inciertos y dejándole de nuevo una gran incertidumbre (cabe mencionar que Blair pasaba un mal momento ya que su padre se divorciaba de su madre al confesarle su homosexualidad y estar enamorado de un modelo llamado Román, además de la rara actitud de su novio Nate, para tener que agregar no saber nada de su mejor y única verdadera amiga), por el resentimiento de Blair ambas quedan así en una tensa relación amistosa. A su regreso, Serena se convierte en el centro de los chismes pues nadie sabe el por qué de su misteriosa vuelta, o mejor aún la razón de su desaparición. Blair termina descubriendo la pasada relación de Serena con Nate Archibald (actual novio de Blair) y la excluye de su círculo de amigos. Al pasar esto, Serena conoce al nada popular Dan Humphrey, de Brooklyn, y terminan siendo novios. También conoce a Vanessa Abrams, mejor amiga de Dan, y Jenny Humphrey, hermana pequeña de Dan, quien luego comenzará una lucha por la popularidad con Blair.

## Familiares
- David van der Woodsen (padre) (en la serie se llama William van der Woodsen)

- Lillian "Lily" Rhodes van der Woodsen (madre)

- Eric van der Woodsen Rhodes (hermano menor)

- Scott Rosson/Scott Humphrey Rhodes (medio hermano)

- Celia "CeCe"  de Rhodes (abuela materna - serie de TV)

- Rick Rhodes (abuelo materno)

- Caroline "Carol" Rhodes (tía materna)

- Charlotte "Charlie" Rhodes (prima, en la serie es la hija de su padre William con su tía Carol lo que la haría su hermana)

- Chuck Bass (hermanastro)

- Bart Bass (padrastro)

- Ruffus Humphrey (padrastro)

- Dan Humphrey (hermanastro)

- Jenny Humphrey (hermanastra)

## Relaciones

### Citas
- Nate Archibald (cita y affair sexual)
- Dan Humphrey (cita y affair sexual)
- Julian Prospere (cita)
- Aaron Rose (cita)
- Tripp van der Bilt (affair sexual)
- Christian (affair)
- Colin (Profesor de la universidad Columbia) (affair)
- Ben (exprofesor del internado Knightley de donde regresó en la 1.ª temporada) (exconvicto)
- Drew (affair)
- Lars (affair)
- Max (exnovio de Ivy - cita)
- Carter Baizen

### Serie
- Dan Humphrey

Novio T1-T2-T6/ Esposo: 5 años después del final de la serie.
- - Primera Relación:
    - Comienzo: "Pilot" (1.01)
    - Término: "Woman on the Verge" (1.18)
      - Razón: Dan no logró superar su complejo de inferioridad y culpaba a Serena de esto a pesar de que ella intentó integrarlo, por otra parte, Dan no conocía del todo a Serena por lo cual se sorprendió al ver que la verdadera Serena no era lo que él había pensado.

  - Segunda Relación:
    - Comienzo: "Summer Kind of Wonderful" (2.01)
    - Término: "The Dark Night" (2.03)
      - Razón: A Dan no le gusta que Serena sea una niña rica del Upper East Side y Serena no está dispuesta a cambiar su forma de ser. Terminan su relación aunque siguen enamorados.

  - Tercera Relación:
    - Comienzo: "In the Realm of the Basses" (2.14)
    - Término: "Carrnal Knowledge" (2.17)
      - Razón: Los dos se dan cuenta de que hay muchos obstáculos en su relación.

Tuvieron roces durante T3, T4, T5.
- - Cuarta Relación: Al terminar la serie vuelven a estar juntos, y contraen matrimonio 5 años después.

- Nate Archibald

Amigo de toda la vida y exnovio de su mejor amiga.
- - Sólo una noche de sexo (Antes del piloto)
  - Primera Relación:
    - Comienzo: "The Debarted" (3.12)
    - Término: "Last Tango, Then Paris" (3.22)
      - Razón: Serena se dio cuenta de que seguía sintiendo algo por Dan, aunque ella amaba a Nate, se encontraba confundida
- Aaron Rose
  - Comienzo: "There migth be blood" (2.09)
  - Término: Antes de "In the Realm of the Basses" (2.14)
    - Razón: Serena se dio cuenta de que seguía enamorada de Dan.

- Gabriel Serrano
  - Comienzo:Antes de "Seder Anything" (2.21)
  - Término: "The wrath of con" (2.23)
    - Razón: Serena descubre que Gabriel es un estafador que sólo la usó para acercarse a su madre y estafarlas, con ayuda de Poppy Lifton.

- Carter Baizen
  - Comienzo:The Freshmen" (3.02)
  - Término: "Enough about Eve" (3.06)
  - Razón: Carter tenía que saldar una deuda con la familia Barkley; Serena trató de saldarla pero todo salió mal.

- Trip Van Der Bilt (Affair) 
  - Comienzo: "The Grandfather: part 2" (3.08)
  - Término: "The Debarted" (3.12)
  - Razón: Trip y Serena tienen un accidente, Trip se va y abandona a Serena en el coche; Nate se queda con ella.